# MANET
MANET (англ. Mobile Ad hoc Network) — бездротова, децентралізована, мобільна  IP-мережа, що здатна до самоорганізації та забезпечує встановлення з'єднань між довільними вузлами. Кожен з мобільних пристроїів такої мережі може незалежно пересуватися у будь-яких напрямках, і, як наслідок, часто розривати і встановлювати з'єднання з сусідами.

## Основні особливості
Самоорганізовані мережі MANET мають наступні переваги над бездротовими мережами традиційної архітектури:
- можливість передачі даних на великі відстані без збільшення потужності передавача;
- стійкість до змін в інфраструктурі мережі;
- можливість швидкої реконфігурації в умовах несприятливих завад;
- простота і висока швидкість розгортання;

Бездротові мережі, побудовані на базі мобільних пристроїв, мають ряд особливостей:
- мобільність вузлів веде до додаткового підвищення динамічності топології мережі, так як до можливості обриву зв'язку через перешкоди або включення / виключення вузла додається ймовірність його переміщення;
- запас джерел живлення мобільних вузлів може бути обмежений, у зв'язку з чим при проектуванні апаратних засобів і протоколів необхідно враховувати ще й енергоспоживання (особливо це стосується сенсорних мереж).

## Ємність мережі
Ємність мережі MANET визначається не тільки кількістю вузлів, а й кодовим мультиплексуванням. Як свідчать результати досліджень військових мереж MANET, у випадку 50–70 вузлів кодування сигналів забезпечує збільшення інформаційної ємності мережі в 5–10 раз.
Фундаментальне обмеження на величину такого зростання, коли кожен з n вузлів передає  і приймає дані зі швидкістю W0, пропорційно виразу
W0*{\displaystyle {\sqrt {n/log(n)}}}.

## Основні проблеми MANET
Можна виділити декілька класів проблем:
- проблема забезпечення завадостійкості;
- проблема протидії несанкціонованому доступу до мережі з забезпеченням безпеки підключення та виходу з неї, а також необхідність багаторівневого ієрархічного захисту процесів злиття та відокремлення мереж MANET, що взаємодіють[1];
- проблема захисту переданих в мережі даних;
- проблема загальної пропускної здатності мереж;
- проблема ефективності застосовуваних методів маршрутизації

## Методи маршрутизації
Для маршрутизації на мережевому рівні використовуються спеціальні протоколи, орієнтовані на динамічні мережі:
- реактивні: AODV, DSR та ін
- проактивні: OLSR та ін

Перевагу одному або іншому виду протоколів може бути віддано тільки з урахуванням обстановки і швидкостей руху абонентів. Наприклад, для автомобільної версії MANET VANET має сенс використовувати реактивні протоколи.